# Baktericid
A baktericid szó jelentése „baktériumölő”. A baktérium sejtmembránját pusztítják el, vagy megzavarják a baktérium szintézisfolyamatait.
Az antibiotikumokat hatásuk alapján két nagy csoportja osztjuk: a bakteriosztatikusak a szervezetben lévő baktériumoknak a szaporodását gátolják, de azok életben maradnak, míg a baktericidek el is pusztítják őket. Általában 4 órán belül a baktériumok 99%-t kellene megöljék.
Nagyon ellenálló baktériumok: az antrax (lépfene), valamint a tuberkulózis (gümőkór) baktériuma (Mycobacterium tuberculosis).
Néhány baktericid vegyület: alkoholok, formaldehid, klór, valamint egyes oxidálószerek: hidrogén-peroxid, kálium-permanganát.

## Fordítás
Ez a szócikk részben vagy egészben  a   Bactericid című román Wikipédia-szócikk ezen változatának fordításán alapul.  Az eredeti cikk szerkesztőit annak laptörténete sorolja fel. Ez a jelzés csupán a megfogalmazás eredetét és a szerzői jogokat jelzi, nem szolgál a cikkben szereplő információk forrásmegjelöléseként.